# Vackermyrtjärnarna (Gåxsjö socken, Jämtland)
Vackermyrtjärnarna är en sjö i Strömsunds kommun i Jämtland och ingår i Indalsälvens huvudavrinningsområde.